# George Eden, Bá tước thứ 1 xứ Auckland
George Eden, Bá tước thứ 1 xứ Auckland (25 tháng 08 năm 1784 - 01 tháng 01 năm 1849) là một chính khách người Anh thuộc dòng dõi quý tộc. Khi tham chính ông thuộc Đảng Wigh.
Ông từng được bổ nhiệm làm Đệ nhất Lãnh chúa Hải quân (First Lord of the Admiralty) (3 lần), sau được chuyển sang Ấn Độ làm Toàn quyền (1836-42).

## Thân thế
Ông xuất thân từ gia tộc Eden, khởi phát ở Durham từ thế kỷ XII. Tổ tiên ông là Robert Eden, người đầu tiên được triều đình Anh phong tước lộc Nam tước với danh hiệu Đệ nhất Nam tước Tây Auckland. Đến thời George Eden thì ông thừa kế tước vị Nam tước của cha. Sau triều đình lại thăng tước cho ông lên hàng Bá tước, tức tăng 2 bậc. Tuy nhiên dù George Eden được phong Bá tước, nhưng vì ông không có con thừa tự nên không có người tập ấm.
Ông có một người em gái tên là Emily Eden sau cũng nổi danh là văn sĩ với hai cuốn tiểu thuyết bán rất chạy. Bà cũng để lại tập bút ký về thời kỳ sang sống bên Ấn Độ cùng với anh.

## Thiếu thời
George Eden sinh ra ở Beckenham, Kent, con trai thứ nhì của William Eden, Nam tước thứ nhất của Auckland, và Eleanor, con gái của Gilbert Elliot, Nam tước thứ ba.
Lúc còn nhỏ ông theo học ở Eton College rồi Christ Church, Oxford. Anh ông là William không may bị tai nạn chết đuối năm 1810 nên George chính thức nhận tước vị Nam tước của cha.